# Georgios Synkellos
Georgios Synkellos (în greacă Γεώργιος Σύγκελλος, în latină Georgius Syncellus; n. secolul al VIII-lea d.Hr. – d. 810 d.Hr.) a fost un duhovnic și cronicar bizantin.